# Парнинский сельсовет
Парни́нский сельсове́т — упразднённые административно-территориальная единица и муниципальное образование (сельское поселение) в Шарыповском районе Красноярского края. Административный центр поселения — село Парная.
6 января 2020 года сельское поселение было упразднено в связи с преобразованием муниципального района в Шарыповский муниципальный округ, переходный период до 1 января 2021 года. На уровне административно-территориального устройства соответствующий сельсовет был упразднён со 2 августа 2021 года в связи с преобразованием района в округ.

## География
Парнинский сельсовет находится на юго-западе Красноярского края, южнее районного центра.

## История
Парнинский сельсовет наделён статусом сельского поселения в 2005 году.

## Население
| 2010 | 2012  | 2013  | 2014  | 2015  | 2016  | 2017  |
| ---- | ----- | ----- | ----- | ----- | ----- | ----- |
| 2404 | ↗2488 | ↘2482 | ↗2530 | ↘2449 | ↘2409 | ↘2394 |

Гендерный состав
По данным Всероссийской переписи населения 2010 года 6 мужчин и 1238 женщин из 2404 чел.

## Состав сельского поселения
В состав сельского поселения входят 6 населённых пунктов:
| № | Населённый пункт | Тип населённого пункта       | Население |
| - | ---------------- | ---------------------------- | --------- |
| 1 | Большое Озеро    | село                         | ↘337      |
| 2 | Косые Ложки      | деревня                      | 135       |
| 3 | Малое Озеро      | село                         | ↘363      |
| 4 | Ораки            | село                         | ↘349      |
| 5 | Парная           | село, административный центр | ↘1142     |
| 6 | Сартачуль        | деревня                      | ↘78       |